# 히카르두 도밍구스 바르보자 페레이라
히카르두 도밍구스 바르보자 페레이라(포르투갈어: Ricardo Domingos Barbosa Pereira, 1993년 10월 6일 ~ )은 포르투갈의 축구 선수로, 잉글랜드 프리미어리그의 레스터 시티에서 풀백으로 뛰고 있다.

## 선수 경력

### 비토리아 SC
히카르두는 CF 벤피카의 유소년 선수로 축구를 시작하고, 2010년에는 아소시아상 나발 1º 드 마이우에 입단했다. 그리고 1년 후, 비토리아 SC에 들어갔다.
2012년 4월 1일 FC 파수스드페헤이라와의 경기에서 교체 출전해 데뷔 무대를 치러 3-1로 승리를 거두었다.

### FC 포르투
2013년 4월 16일, 시즌(프리메이라리가 2012-13)이 끝나기 전, 같은 팀 소속인 티아구 로드리게스와 함께 포르투로 이적했다. 입단 초기에는, FC 포르투와 FC 포르투의 2군 팀인 FC 포르투 B에 번갈아가면서 활동했다. 당시 포르투의 감독인 파울로 폰세카에 의해 풀백으로 전환했다.
2015년 여름에는 OGC 니스로 2년 동안 임대 이적했다. 그의 리그 1의 데뷔는 9월 12일 EA 갱강을 상대로 선발 출전했지만, 0-1로 패배했다.

### 레스터 시티
2018년 5월 17일, 레스터 시티로 이적했다. 이적료는 약 2,500만 €(한화 약 319억)이다. 2018년 8월 10일, 2라운드 맨유와의 원정 경기에서 선발 출전을 통해 프리미어리그에서의 데뷔를 했다. 10월 6일, 8라운드 에버턴 FC와 홈경기에서 데뷔골을 넣었다. 하지만, 팀은 1-2로 패배했다.

## 국가대표 경력
2018년, 페르난두 산투스 감독의 부름을 받아 2018년 FIFA 월드컵 23인 명단에 들었다. 그의 월드컵 첫 출전 경기는, 2018년 6월 30일 피시트 올림픽 스타디움에서 열린 우루과이 축구 국가대표팀과의 16강 경기에서 선발 출전했다. 하지만 포르투갈은 2-1로 패배했다.

## 경기 기록

### 클럽
| 클럽            | 시즌      | 리그 | 리그 | 컵   | 컵 | 리그 컵 | 리그 컵 | UEFA | UEFA | 합계 | 합계 |
| 클럽            | 시즌      | 경기 | 골   | 경기 | 골 | 경기    | 골      | 경기 | 골   | 경기 | 골   |
| --------------- | --------- | ---- | ---- | ---- | -- | ------- | ------- | ---- | ---- | ---- | ---- |
| 비토리아 SC     | 2011–12   | 3    | 0    | 0    | 0  | 0       | 0       | —    | —    | 3    | 0    |
| 비토리아 SC     | 2012–13   | 27   | 0    | 5    | 4  | 3       | 2       | —    | —    | 35   | 6    |
| 비토리아 SC     | 합계      | 30   | 0    | 5    | 4  | 3       | 2       | —    | —    | 38   | 6    |
| FC 포르투 B     | 2013–14   | 12   | 1    | —    | —  | —       | —       | —    | —    | 12   | 1    |
| FC 포르투 B     | 2014–15   | 6    | 1    | —    | —  | —       | —       | —    | —    | 5    | 1    |
| FC 포르투 B     | 합계      | 18   | 2    | —    | —  | —       | —       | —    | —    | 17   | 2    |
| FC 포르투       | 2013–14   | 14   | 2    | 1    | 0  | 2       | 0       | 3    | 0    | 20   | 2    |
| FC 포르투       | 2014–15   | 5    | 0    | 0    | 0  | 5       | 0       | 3    | 0    | 13   | 0    |
| FC 포르투       | 2017–18   | 27   | 2    | 6    | 0  | 3       | 0       | 7    | 0    | 43   | 2    |
| FC 포르투       | 합계      | 46   | 4    | 7    | 0  | 10      | 0       | 13   | 0    | 76   | 4    |
| OGC 니스 (임대) | 2015–16   | 26   | 0    | 0    | 0  | 1       | 0       | —    | —    | 27   | 0    |
| OGC 니스 (임대) | 2016–17   | 24   | 2    | 1    | 0  | 0       | 0       | 5    | 0    | 30   | 2    |
| OGC 니스 (임대) | 합계      | 50   | 2    | 1    | 0  | 1       | 0       | 5    | 0    | 57   | 2    |
| 레스터 시티     | 2018–19   | 18   | 2    | 0    | 0  | 2       | 0       | 0    | 0    | 20   | 2    |
| 경력 합계       | 경력 합계 | 162  | 10   | 13   | 4  | 16      | 2       | 18   | 0    | 209  | 16   |

### 국가대표
| 포르투갈 | 포르투갈 | 포르투갈 |
| 년도     | 경기     | 골       |
| -------- | -------- | -------- |
| 2015     | 2        | 0        |
| 2016     | 0        | 0        |
| 2017     | 1        | 0        |
| 2018     | 2        | 0        |
| 합계     | 5        | 0        |